# 街頭愛情
《街頭愛情》是美国歌手兼说唱歌手Doja Cat 第二张录音室专辑Hot Pink (专辑) (2019) 中的一首歌。该歌曲并于2021年1月29日发布，而音乐视频于2021年3月9日发布。 由于抖音发布Silhouette Challenge，后再度成名。  